# هومبيرتو كوتينو
هومبيرتو كوتينو هو طبيب وسياسي برازيلي، ولد في 21 أغسطس 1946 في Pedreiras, Maranhão ‏ في البرازيل، وتوفي في 2018 في كاكسياس في البرازيل بسبب سرطان القولون. نشط حزبياً في Democratic Social Party ‏. وقد انتخب عمدة.